# Karl von Herrmann
Karl Friedrich Ludwig von Herrmann (* 19. August 1794 in Kolberg; † 6. Juli 1876 in Schwedt/Oder) war ein preußischer General der Infanterie.

## Leben

### Herkunft
Er war der Sohn des späteren preußischen Generalmajors Johann Heinrich von Herrmann (1766–1849) und dessen Ehefrau Dorothea Luise Elisabeth, geborene Havenstein (1771–1837).

### Militärkarriere
Herrmann besuchte die Kadettenhäuser in Kalisch und Berlin. Anschließend wurde er am 10. Mai 1812 als Sekondeleutnant dem Leib-Infanterie-Regiment Nr. 8 der Preußischen Armee überwiesen. An der Seite Frankreichs nahm Herrmann im gleichen Jahr während des Russlandfeldzuges an den Gefechten bei Eckau und Mesothen teil. Zu Beginn der Befreiungskriege kämpfte er in der Schlacht bei Bautzen. Nach der Schlacht an der Katzbach stieg Herrmann zum Adjutanten des I. Bataillons auf und nahm in dieser Eigenschaft an den Kämpfen bei Leipzig, Paris und Ligny teil. Für sein Verhalten bei Paris wurde er mit dem Eisernen Kreuz II. Klasse ausgezeichnet.
Nach dem Friedensschluss absolvierte Herrmann als Premierleutnant von Oktober 1816 bis Mai 1818 die Allgemeine Kriegsschule, wurde im Anschluss zur Dienstleistung zum Kadettenkorps kommandiert und Mitte März 1820 in das Kadettenkorps Berlin versetzt. Am 21. April 1821 avancierte er dort zum Kapitän. Ende März 1834 kehrte Herrmann in den Truppendienst zurück, fungierte als Kompaniechef im 7. Infanterie-Regiment und wurde am 18. März 1835 zum Major befördert. Am 14. März 1836 folgte seine Ernennung zum Direktor der Divisionsschule und Präses der Prüfungskommission für Portepeefähnriche der 9. Division in Glogau. Im Februar 1839 kommandierte man ihn zum Kriegsministerium, beauftragte Herrmann im Mai 1840 zunächst in der Wahrnehmung der Geschäfte als Vorsteher der Armeeabteilung und bestätigte ihn am 14. Oktober 1841 in dieser Stellung. Hermann stieg im März 1843 zum Oberstleutnant auf und wurde mit seiner Beförderung zum Oberst am 31. März 1846 zum Kommandeur des 14. Infanterie-Regiments in Bromberg ernannt. Mit seinem Regiment war Herrmann 1848 an der Niederschlagung des Polnischen Aufstandes beteiligt. Er fungierte ab 6. Juni 1848 auch als Direktor der Divisionsschule der 4. Division, bis Herrmann am 18. November 1848 zum Kommandanten von Magdeburg ernannt wurde. Als Generalmajor kommandierte er vom 22. September 1851 bis zum 3. Mai 1852 die 16. Landwehr-Brigade in Trier. Aus diesem Großverband wurde anschließend die 32. Infanterie-Brigade gebildet, die Herrmann bis zum 25. Oktober 1854 befehligte. Anschließend wurde er nach Brandenburg an der Havel versetzt, zum Kommandeur der 6. Division ernannt und in dieser Eigenschaft am 12. Juli 1855 zum Generalleutnant befördert. Daran schloss sich ab dem 7. Juni 1856 eine Verwendung als Kommandeur der 3. Division in Stettin an. Im Auftrag des Deutschen Bundes war Herrmann im Juli 1858 zur Besichtigung der Württembergischen Armee kommandiert. Am 30. April 1859 wurde er zu den Offizieren von der Armee versetzt, um seine angegriffene Gesundheit wiederherstellen zu können. Da keine Besserung eintrat, erhielt Herrmann am 1. Juli 1860 seinen Abschied als General der Infanterie mit der gesetzlichen Pension.
Für die Dauer der Mobilmachung anlässlich des Deutschen Krieges war Herrmann als Kommandierender General des Stellvertretenden Generalkommandos des II. Armee-Korps tätig. In Würdigung seiner langjährigen Verdienste verlieh ihm König Wilhelm I. am 18. Januar 1867 den Kronenorden I. Klasse mit dem Emailleband des Roten Adlerordens mit Eichenlaub und Schwertern am Ringe.
1850 war er Mitglied des Staatenhauses des Erfurter Unionsparlaments.

### Familie
Herrmann heiratete am 21. November 1820 in Berlin Karoline Wilhelmine Henriette Amalie Müller (1794–1868). Sie war die Tochter des Kriegsrates im Kriegsministerium Johann Karl Müller. Die Ehe blieb kinderlos.